# Ornamentos del Miedo
Ornamentos del Miedo ist eine 2017 gegründete Funeral-Doom-Band.

## Geschichte
Der Spanier Angel Chicote gründete Ornamentos del Miedo 2017 als Soloprojekt. Ein Jahr nach der Gründung veröffentlichte Chicote die Download-Single Este no es tu hogar im Selbstverlag. Im Jahr 2019 veröffentlichte er in Kooperation mit Solitude Productions und Funere ein gleichnamiges Debütalbum. Das Debüt wurde international wenig, jedoch ausgesprochen positiv angenommen und lobend rezensiert.
Nachkommend erschienen mit Ecos 2021 über Solitude Productions, Yo, no soy yo im folgenden Jahr und El cosmos me observa en silencio 2023 über Way of the Heremit weitere Studioalben, die international kaum besprochen wurden. Auch die EPs Destierro und Frío blieben ohne weitreichende Resonanz.

## Stil
Die von Ornamentos del Miedo gespielte Musik wird dem „Atomspheric Funeral Doom“ zugerechnet. Die Musik wird als genretypisch langsam und dabei atmosphärischer von dem Keyboard getragener Gesamtklang beschrieben. Der gutturale Gesang ist unverständlich in den Hintergrund gemischt oder mit Hall versehen. Das Gitarrenspiel agiert repetitiv im stetigen Dialog mit dem Keyboard.

## Diskografie
- 2018: Este no es tu hogar (Download-Single, Selbstverlag)
- 2019: Este no es tu hogar (Album, Solitude Productions)
- 2021: Ecos (Album, Solitude Productions)
- 2021: Destierro (EP, Ruidonoise)
- 2022: Yo, no soy yo (Album, Negre Plany, Nekromanta Records, Vertebrae Records)
- 2023: Frío (EP, The Way of the Hermit)
- 2023: El Cosmos Me Observa En Silencio (Album, The Way of the Hermit)
- 2024: Escapando a Través de la Tierra (Album, Meuse Music Records)
- 2024: Frío y Destierro (Kompilation, Silent Time Noise)